# هالما
هالما (انگلیسی: Halma) شرکت فناوری بریتانیایی است، که در سال ۱۸۹۴ تأسیس شد.